# 요시카와정 (니가타현)
요시카와정(吉川町)은 니가타현 남서 나카쿠비키군에 북동부에 위치하고 있던 정이다. 조에쓰시에의 통근율은 15.6%·가키자키정에의 통근율은 13.1%(모두 2000년 인구 조사).2005년 1월 1일 조에쓰시에 편입하여 정역은 지역 자치구 요시카와 구가 되었다.

## 역사
- 1901년 11월 1일 - 가미요시카와촌의 일부, 나카요시카와촌, 오데구치촌이 합병해 요시카와촌이 성립하였다.
- 1955년 1월 1일 - 나카쿠비키군 요시카와촌, 미나모토촌, 아사히촌의 일부를 합병 즉시 정으로 승격해 요시카와정이 되었다.
- 2004년 1월 1일 - 조에쓰시에 편입해 지역 자치구인 요시카와구가 되었다.